# Svømning ved Island Games 2015
Svømning, ved Island Games 2015, fandt sted i Les Quennevais Sports Centre and Playing Fields i Saint Brélade, Jersey. Konkurencerne blev holdt på kortbane (25 m) pool fra den 29. juni til den 2. juli 2015.

## Medaljeoversigt
Den endelige medaljeoversigt.
| Placering | Land           | Guld | Sølv | Bronze | Total |
| --------- | -------------- | ---- | ---- | ------ | ----- |
| 1         | Færøerne       | 10   | 10   | 16     | 36    |
| 2         | Isle of Man    | 8    | 4    | 6      | 18    |
| 3         | Guernsey       | 7    | 6    | 7      | 20    |
| 4         | Jersey         | 6    | 9    | 9      | 24    |
| 5         | Caymanøerne    | 5    | 7    | 2      | 14    |
| 6         | Shetlandsøerne | 4    | 2    | 1      | 7     |
| 7         | Hebriderne     | 2    | 3    | 0      | 5     |
| 8         | Isle of Wight  | 0    | 1    | 1      | 2     |
| Total     | Total          | 42   | 42   | 42     | 126   |

## Medaljesammendrag af konkurrencerne

### Mændenes konkurrencer
| Konkurrence            | Guld                                                                         | Guld     | Sølv                                                                           | Sølv     | Bronze                                                                               | Bronze   |
| ---------------------- | ---------------------------------------------------------------------------- | -------- | ------------------------------------------------------------------------------ | -------- | ------------------------------------------------------------------------------------ | -------- |
| 50m fri                | Miles Munro (GUE)                                                            | 22.45    | Garth Jackson (JER)                                                            | 23.44    | Eyðbjørn Joensen (FRO)                                                               | 23.62    |
| 100m fri               | Brett Fraser (CAY)                                                           | 49.13    | Shaune Fraser (CAY)                                                            | 49.64    | Miles Munro (GUE)                                                                    | 50.03    |
| 200m fri               | Pál Joensen (FRO)                                                            | 1:49.31  | Thomas Gallichan (JER)                                                         | 1:50.40  | Óli Mortensen (FRO)                                                                  | 1:52.03  |
| 400m fri               | Pál Joensen (FRO)                                                            | 3:53.27  | Óli Mortensen (FRO)                                                            | 3:54.65  | Felix Gifford (SHE)                                                                  | 3:55.75  |
| 1500m fri              | Pál Joensen (FRO)                                                            | 14:57.73 | Óli Mortensen (FRO)                                                            | 15:34.06 | Cameron Donaldson (JER)                                                              | 15:38.94 |
| 50m ryg                | Thomas Hollingsworth (GUE)                                                   | 25.03    | Thomas Gallichan (JER)                                                         | 26.15    | Harry Shalomon (JER)                                                                 | 26.43    |
| 100m ryg               | Thomas Hollingsworth (GUE)                                                   | 53.95    | Thomas Gallichan (JER)                                                         | 56.45    | Harry Shalomon (JER)                                                                 | 56.50    |
| 200m ryg               | Thomas Gallichan (JER)                                                       | 2:01.97  | Alexander McCallum (CAY)                                                       | 2:05.59  | Nathan Corrigan (JER)                                                                | 2:06.25  |
| 50m bryst              | Ian Black (JER)                                                              | 27.80    | Pál Joensen (FRO)                                                              | 29.19    | Guy Davies (IOM)                                                                     | 29.53    |
| 100m bryst             | Ian Black (JER)                                                              | 1:00.24  | Pál Joensen (FRO)                                                              | 1:02.80  | Guy Davies (IOM)                                                                     | 1:03.69  |
| 200m bryst             | Pál Joensen (FRO)                                                            | 2:14.82  | Guy Davies (IOM)                                                               | 2:16.81  | Giovanni Guarino (JER)                                                               | 2:17.22  |
| 50m butterfly          | Brett Fraser (CAY)                                                           | 23.96    | Shaune Fraser (CAY)                                                            | 24.32    | Thomas Hollingsworth (GUE)                                                           | 24.61    |
| 100m butterfly         | Shaune Fraser (CAY)                                                          | 52.41    | Brett Fraser (CAY)                                                             | 53.06    | Thomas Hollingsworth (GGY)                                                           | 53.60    |
| 200m butterfly         | Felix Gifford (SHE)                                                          | 2:02.07  | Thomas Hollingsworth (GUE)                                                     | 2:02.19  | Óli Mortensen (FRO)                                                                  | 2:04.21  |
| 100m individuel medley | Shaune Fraser (CAY)                                                          | 54.42    | Thomas Hollingsworth (GUE)                                                     | 56.32    | Ian Black (JER)                                                                      | 56.63    |
| 200m individuel medley | Shaune Fraser (CAY)                                                          | 2:01.58  | Pál Joensen (FRO)                                                              | 2:02.88  | Alvi Hjelm (FRO)                                                                     | 2:05.29  |
| 400m individuel medley | Pál Joensen (FRO)                                                            | 4:21.55  | Alvi Hjelm (FRO)                                                               | 4:24.25  | Cameron Donaldson (JER)                                                              | 4:30.30  |
| 4×50m fri, hold        | Guernsey · Matthew Girard · Thomas Hollingsworth · Ben Lowndes · Miles Monro | 1:31.85  | Jersey · Ian Black · Thomas Gallichan · Garth Jackson · Harry Shalomon         | 1:32.49  | Cayman Islands · Gueffrey Butler · Brett Fraser · Shaune Fraser · Alexander McCallum | 1:32.61  |
| 4×100m fri, hold       | Guernsey · Matthew Girard · Thomas Hollingsworth · Ben Lowndes · Miles Munro | 3:21.46  | Jersey · Ian Black · Cameron Donaldson · Thomas Gallichan · Garth Jackson      | 3:23.44  | Færøerne · Eyðbjørn Joensen · Pál Joensen · Óli Toftum · Róland Toftum               | 3:26.31  |
| 4×50m medley, hold     | Jersey · Ian Black · Thomas Gallichan · Garth Jackson · Harry Shalomon       | 1:40.84  | Guernsey · Matthew Girard · Thomas Hollingsworth · Ben Lowndes · Miles Monroe  | 1:41.54  | Færøerne · Alvi Hjelm · Eyðbjørn Joensen · Pál Joensen · Róland Toftum               | 1:44.22  |
| 4×100m medley, hold    | Jersey · Ian Black · Cameron Donaldson · Thomas Gallichan · Harry Shalomon   | 3:42.91  | Guernsey · Thomas Hollingsworth · James Jurkiewicz · Ben Loundes · Miles Munro | 3:46.99  | Færøerne · Alvi Hjelm · Pál Joensen · Óli Mortensen · Róland Toftum                  | 3:50.51  |

### Kvindernes konkurrencer
| Konkurrence            | Guld                                                                              | Guld    | Sølv                                                                              | Sølv    | Bronze                                                                             | Bronze  |
| ---------------------- | --------------------------------------------------------------------------------- | ------- | --------------------------------------------------------------------------------- | ------- | ---------------------------------------------------------------------------------- | ------- |
| 50m fri                | Charlotte Atkinson (IOM)                                                          | 26.14   | Andrea Strachan (SHE)                                                             | 26.43   | Laura Kinley (IOM)                                                                 | 26.54   |
| 100m fri               | Charlotte Atkinson (IOM)                                                          | 57.03   | Courtney Butcher (GUE)                                                            | 57.70   | Sára R. Nysted (FRO)                                                               | 57.95   |
| 200m fri               | Sára R. Nysted (FRO)                                                              | 2:02.60 | Gemma Atherley (JER)                                                              | 2:02.99 | Courtney Butcher (GUE)                                                             | 2:05.42 |
| 400m fri               | Sára R. Nysted (FRO)                                                              | 4:21.27 | Gemma Atherly (JER)                                                               | 4:21.43 | Vár Eidesgaard (FRO)                                                               | 4:24.72 |
| 800m fri               | Sára R. Nysted (FRO)                                                              | 8:59.90 | Vár Eidesgaard (FRO)                                                              | 9:05.40 | Annalise Munro (GGY)                                                               | 9:12.29 |
| 50m ryg                | Kathryn Offer (WES)                                                               | 28.79   | Courtney Butcher (GGY)                                                            | 29.83   | Izabella Blacklock (IOW)                                                           | 30.24   |
| 100m ryg               | Courtney Butcher (GGY)                                                            | 1:03.13 | Izabella Blacklock (IOW)                                                          | 1:03.91 | Lara Butler (CAY)                                                                  | 1:03.94 |
| 200m ryg               | Courtney Butcher (GUE)                                                            | 2:15.32 | Lara Butler (CAY)                                                                 | 2:18.43 | Signhild Joensen (FRO)                                                             | 2:18.63 |
| 50m bryst              | Andrea Strachan (SHE)                                                             | 31.68   | Kara Hanlon (WES)                                                                 | 31.72   | Laura Kinley (IOM)                                                                 | 32.20   |
| 100m bryst             | Andrea Strachan (SHE)                                                             | 1:08.33 | Kara Hanlon (WES)                                                                 | 1:08.54 | Laura Kinley (IOM)                                                                 | 1:10.21 |
| 200m bryst             | Kara Hanlon (WES)                                                                 | 2:28.66 | Laura Kinley (IOM)                                                                | 2:29.64 | Ásbjørg Hjelm (FRO)                                                                | 2:37.08 |
| 50m butterfly          | Charlotte Atkinson (IOM)                                                          | 27.25   | Astrið Foldarskarð (FRO)                                                          | 28.13   | Olivia Rose Pollard (JER)                                                          | 28.19   |
| 100m butterfly         | Charlotte Atkinson (IOM)                                                          | 59.31   | Olivia Rose Pollard (JER)                                                         | 1:01.63 | Astrið Foldarskarð (FRO)                                                           | 1:02.76 |
| 200m butterfly         | Charlotte Atkinson (IOM)                                                          | 2.09.37 | Lara Butler (CAY)                                                                 | 2.18.01 | Jonna Thomsen (FRO)                                                                | 2.18.67 |
| 100m individuel medley | Andrea Strachan (SHE)                                                             | 1.03.15 | Kara Hanlon (WES)                                                                 | 1.05.17 | Laura Kinley (IOM)                                                                 | 1.05.65 |
| 200m individuel medley | Charlotte Atkinson (IOM)                                                          | 2:14.71 | Andrea Strachan (SHE)                                                             | 2:17.43 | Sára R. Nysted (FRO)                                                               | 2:18.78 |
| 400m individuel medley | Sára R. Nysted (FRO)                                                              | 4:51.57 | Lara Butler (CAY)                                                                 | 5:00.65 | Vár Eidesgaard (FRO)                                                               | 5:04.46 |
| 4×50m fri, hold        | Isle of Man · Charlotte Atkinson · Emma Hodgson · Amy Kinley · Laura Kinley       | 1:47.07 | Færøerne · Astrið Foldarskarð · Lív Eidesgaard · Vár Eidesgaard · Sára Nysted     | 1:47.40 | Guernsey · Courtney Butcher · Annabelle Goubert · Robyn le Friec · Annalise Munroe | 1:48.32 |
| 4×100m fri, hold       | Jersey · Gemma Atherley · Susanah Phillips · Olivia Rose Pollard · Beckie Scaife  | 3:52.88 | Isle of Man · Charlotte Atkinson · Steph Brew · Emma Hodgson · Laura Kinley       | 3:53.29 | Færøerne · Vár Eidesgaard · Astrið Foldarskarð · Signhild Joensen · Sára R. Nysted | 3:54.02 |
| 4×50m medley, hold     | Færøerne · Astrið Foldarskarð · Ásbjørg Hjelm · Signhild Joensen · Sára R. Nysted | 1:57.06 | Isle of Man · Charlotte Atkinson · Amy Kinley · Laura Kinley · Kazia Whittaker    | 1:58.56 | Jersey · Gemma Atherley · Beth Cumming · Holly Hughes · Olivia Rose Pollard        | 1:59.80 |
| 4×100m medley, hold    | Isle of Man · Charlotte Atkinson · Steph Brew · Emma Hodgson · Laura Kinley       | 4:15.64 | Færøerne · Astrið Foldarskarð · Ásbjørg Hjelm · Signhild Joensen · Sára R. Nysted | 4:19.41 | Guernsey · Courtney Butcher · Anabelle Goubert · Robyn le Friec · Annalise Munroe  | 4:29.33 |